# Темелков, Аспарух
Аспарух Александров Темелков (болг. Аспарух Александров Темелков; 21 марта 1896, Бяла, Княжество Болгария — 20 марта 1964, София, НРБ) — болгарский актёр театра и кино, театральный деятель. Заслуженный артист НРБ. Народный артист НРБ (1963). Лауреат Димитровской премии (1950, 1952).

## Биография
Сын учительницы. За участие в забастовке был исключён из средней школы, выучился на телеграфиста. Учился в Военной школе в Варне.
Сценическую деятельность начал в 1917 году при клубе Компартии в Варне. В 1918 году вступил в Болгарскую коммунистическую партию. В 1920—1921 годах — актёр труппы «Лада» (Варна).
Позже работал в провинциальных труппах. Выступал на сцене Драмтеатра в Пловдиве, Хасково и Варны. С 1935 года — в Народном театре в Софии (в 1954—1957 года — директор и режиссёр этого театра) (ныне Национальный театр Ивана Вазова). 
В 1939 году был избран секретарем Союза деятелей искусства и занимал эту должность 12 лет. Избирался депутатом Народного собрания Болгарии.
Творчество А. Темелкова было связано с утверждением реализма в болгарском театре. Социально острые сценические образы А. Темелкова вошли в историю театра Болгарии. Одним из первых среди болгарских актёров начал выступать в современном советском репертуаре: Берест («Платон Кречет»), Потапов («Московский характер» А. Софронова) — за обе роли А. Темелков удостоен в 1950 году Димитровской премии; Леонид Борисович («Машенька»).
Значительная работа актёра — образ Георгия Димитрова в спектакле «Лейпциг, 33» по пьесе Л. Компанейца и Л. Кронфельда (Народный театр, София; Димитровской премии, 1952).
Снимался в кино. Сыграл в около 10 фильмах.
В числе лучших ролей болгарской и мировой драматургии:
- Македонский («Изгнанники» Вазова),
- Найден («Мастера» Р. Стоянова),
- Динко («Вампир» А. Страшимирова),
- Вылчан («Боряна» Йовкова),
- Витанов («Когда гром ударит» П. Яворова),
- Городулин («На всякого мудреца довольно простоты» Александра Островского),
- Несчастливцев («Лес» Александра Островского) и др. спектакли.

## Избранная фильмография
- 1936 — Грамада
- 1939 — Настрадин Ходжа и Хитър Петър — тесть хитрого Петра
- 1940 — Те победиха — Антон
- 1942 — Стойне у костенурка — Стойне
- 1945 — Ще дойдат нови дни — Нако
- 1950 — Побег из неволи / Калин Орелът
- 1952 — Данка — Хаджиаргиров
- 1954 — Герои Шипки
- 1954 — Герои Сентября  — Георгий Димитров